# Curt Haase
Curt Haase (Bad Honnef, 15 dicembre 1881 – Berlino, 9 febbraio 1943) è stato un generale tedesco della Wehrmacht durante la seconda guerra mondiale, ha comandato il III. Armeekorps durante la Campagna di Polonia e la Campagna di Francia, in seguito ha comandato il 15. Armee nella francia occupata dal 1941 al 1942.

## Biografia
nel 1901 Haase entrò nel 4º reggimento di artiglieria campale del Württemberg situato a Ludwigsburg e fu promosso al grado di Tenente nel 1902. Nel 1905 era un aiutante della 1ª divisione dell'Esercito imperiale tedesco. Dal 1911 al 1914 comando un reggimento d'addestramento dell'Accademia dello stato maggiore prussiano. Agli inizi della prima guerra mondiale era comandante di una compagnia. Fu promosso a Capitano nel 1914 e servi in varie posizioni all'interno dello stato maggiore per il resto della durata della guerra. Dopo la guerra entrò nel Reichswehr.
Haase fu promosso a Generalleutnant (Tenente generale) il 1º agosto del 1937. Divenne comandante del III. Gruppo d'armate il 16 novembre del 1938 e lo guidò durante la Campagna di Polonia e la Campagna di Francia. Il 19 luglio del 1940 fu promosso a Generaloberst (Colonnello generale) e nella metà di novembre dello stesso anno, fu rimosso dal comando e riassegnato nella riserva in attesa di altri comandi.
il 4 giugno del 1941, prese parte ai funerali dell'ex imperatore tedesco Guglielmo II di Germania alla magione di Doorn nei Paesi Bassi come rappresentante dell'Oberkommando des Heeres.
dagli inizi del 1941 al dicembre del 1942 comandò la 15. Armee stazionata in Francia, durante la quale l'armata fu impegnata nella protezione del Canale della Manica da una possibile invasione alleata. Dopo questo comando fu di nuovo trasferito nella riserva per il resto della sua carriera. Morì il 9 febbraio del 1943 all'età di 61 anni a causa di una malattia al cuore.